# Palais de Ropcha
 (octobre 2023).
Si vous disposez d'ouvrages ou d'articles de référence ou si vous connaissez des sites web de qualité traitant du thème abordé ici, merci de compléter l'article en donnant les références utiles à sa vérifiabilité et en les liant à la section « Notes et références ».
Le palais de Ropcha (Ропшинский дворец, Ropchinski dvorets) est un ancien palais – aujourd'hui en ruines – situé en Russie, à 49 kilomètres au sud-ouest de Saint-Pétersbourg à Ropcha. Ce palais néoclassique construit par Rastrelli pour la famille impériale a été laissé à l'abandon dans les années 1970 ; en plus de quarante ans, il est tombé totalement en ruines et risque de disparaître, malgré le fait que l'ensemble du palais et des dépendances soit inscrit (comme faisant partie des monuments de Saint-Pétersbourg) à la liste du patrimoine mondial de l'Unesco.

## Histoire
Déjà Pierre le Grand avait fait construire une petite résidence en bois à cet emplacement, avec des dépendances et un jardin à la française, afin de profiter des eaux de Ropcha. Il en fait don en 1714 au prince Fédor Romodanovski. Son fils Ivan hérite de la propriété en 1717, puis elle passe à sa fille Catherine (1700-1791) en 1722 qui épouse le comte Mikhaïl Golovkine (1699-1754), fils du comte Gavriil Golovkine. La famille disposait également d'une propriété voisine qui est réunie à l'ensemble et une demeure en pierre est construite. Mikhaïl Golovkine tombe en disgrâce et la propriété est confisquée en 1742.
L'impératrice Élisabeth aimait à chasser à Ropcha et elle confie à Rastrelli de faire construire une nouvelle résidence impériale, avec un jardin inférieur et un jardin supérieur. Le palais à un étage supérieur se présente avec un portique hexastyle en son milieu à colonnes corinthiennes et six fenêtres de chaque côté. Le balcon d'honneur sous le fronton comprend deux fenêtres de chaque côté et une grande porte-fenêtre en son milieu, le tout surmonté par trois œils-de-bœuf. Peu avant de mourir, l'impératrice en fait don au futur Pierre III. C'est ici qu'il meurt en juillet 1762, selon des circonstances troubles, sans doute assassiné par le comte Orlov, après avoir été forcé d'abdiquer. La nouvelle impératrice Catherine II fait don de la propriété au frère de celui-ci, son favori le comte Grigori Orlov, mais il néglige l'endroit et la demeure tombe en ruines. Ropcha est acheté en 1785 par le comte Lazarev (1735-1801) qui fait restaurer l'ensemble par Engelmann et Grey et notamment le parc et tout un système de canalisation. Veldten construit une grande fabrique à papier.

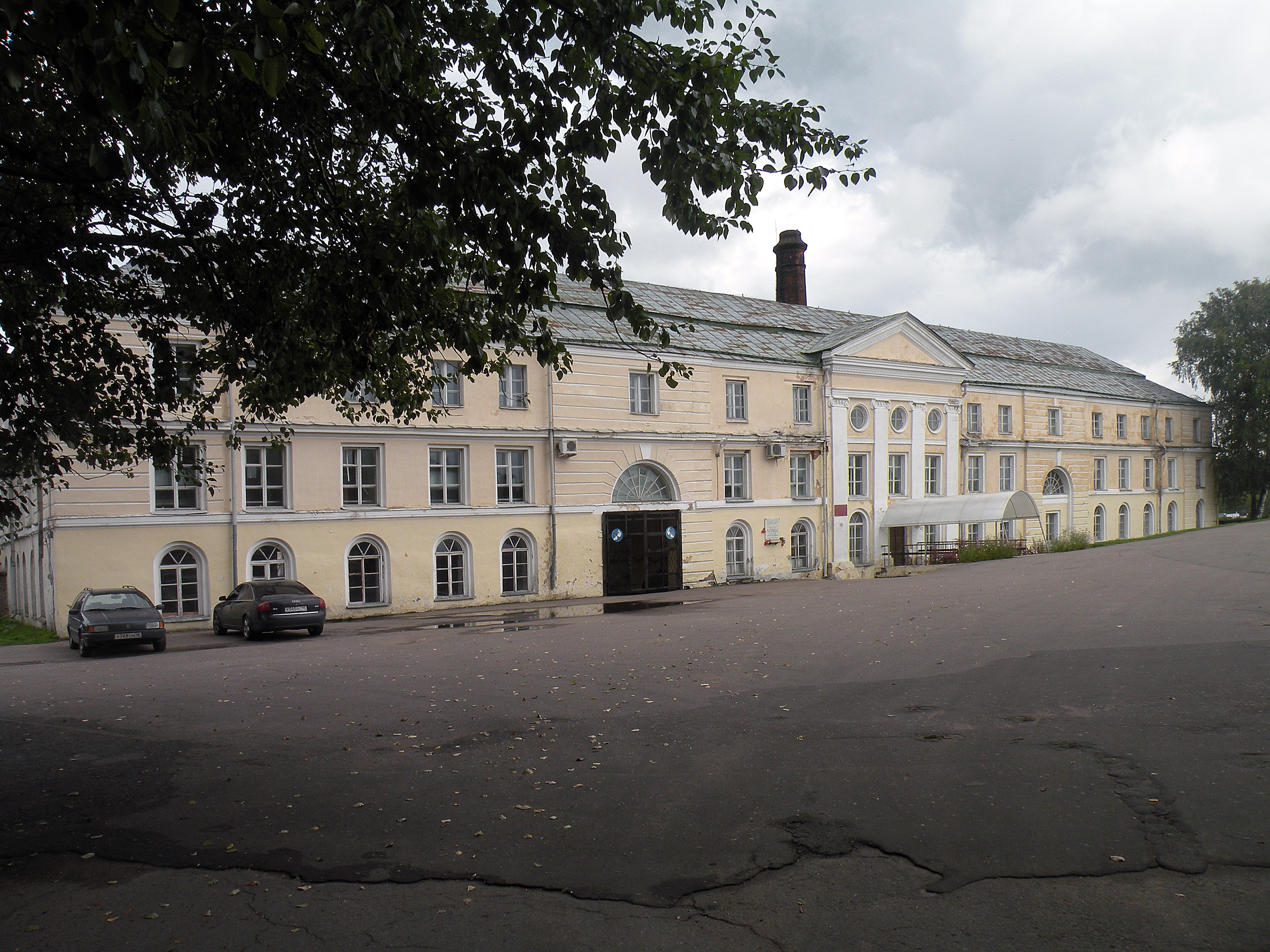
Vue du bâtiment en 2012 de l'ancienne fabrique à papier

Peu avant de mourir, le comte Lazarev vend sa propriété à Paul Ier en 1801. Sous son successeur Alexandre, elle dépend des domaines du cabinet impérial. En 1826, elle est offerte à l'impératrice Alexandra, femme de Nicolas Ier. Celui-ci y installe sa chancellerie privée. Les bâtiments connaissent plusieurs transformations au cours du XIXe siècle.
Nicolas II venait souvent à Ropcha pour y chasser.
Après la révolution d'Octobre, Ropcha est nationalisé et l'endroit transformé en sovkhoze. Tous les objets, tableaux, sculptures, mobilier, etc. sont transférés entre 1926 et 1928 dans différents musées du pays et surtout à l'Ermitage, mais un grand nombre d'entre eux sont également vendus à l'étranger par la suite. Plus tard, c'est un bataillon de défense chimique du district militaire de Léningrad qui s'installe ici.
De septembre 1941 à janvier 1944, Ropcha et la région sont occupés par l'armée allemande, tandis que le siège de Léningrad bat son plein, faisant des centaines de milliers de victimes (mortes de froid ou de faim). Les Allemands installent ici un hôpital militaire. Le parc est considéré comme un endroit stratégique, car il est en hauteur et permet de bombarder le sud de Léningrad et ses faubourgs pendant plus de deux ans. L'opération « Tempête de janvier », ou offensive de Krasnoïe Selo-Ropcha, menée par l'Armée rouge contre la 18e armée allemande permet de libérer la zone ; mais le palais est saccagé par l'armée allemande avant son départ, le parc est miné et traversé par des tranchées.

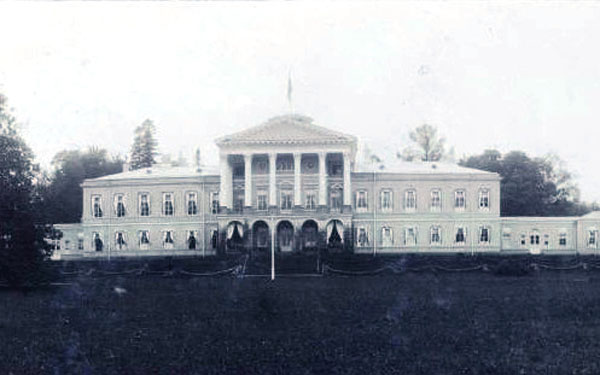
Vue du palais avant 1917

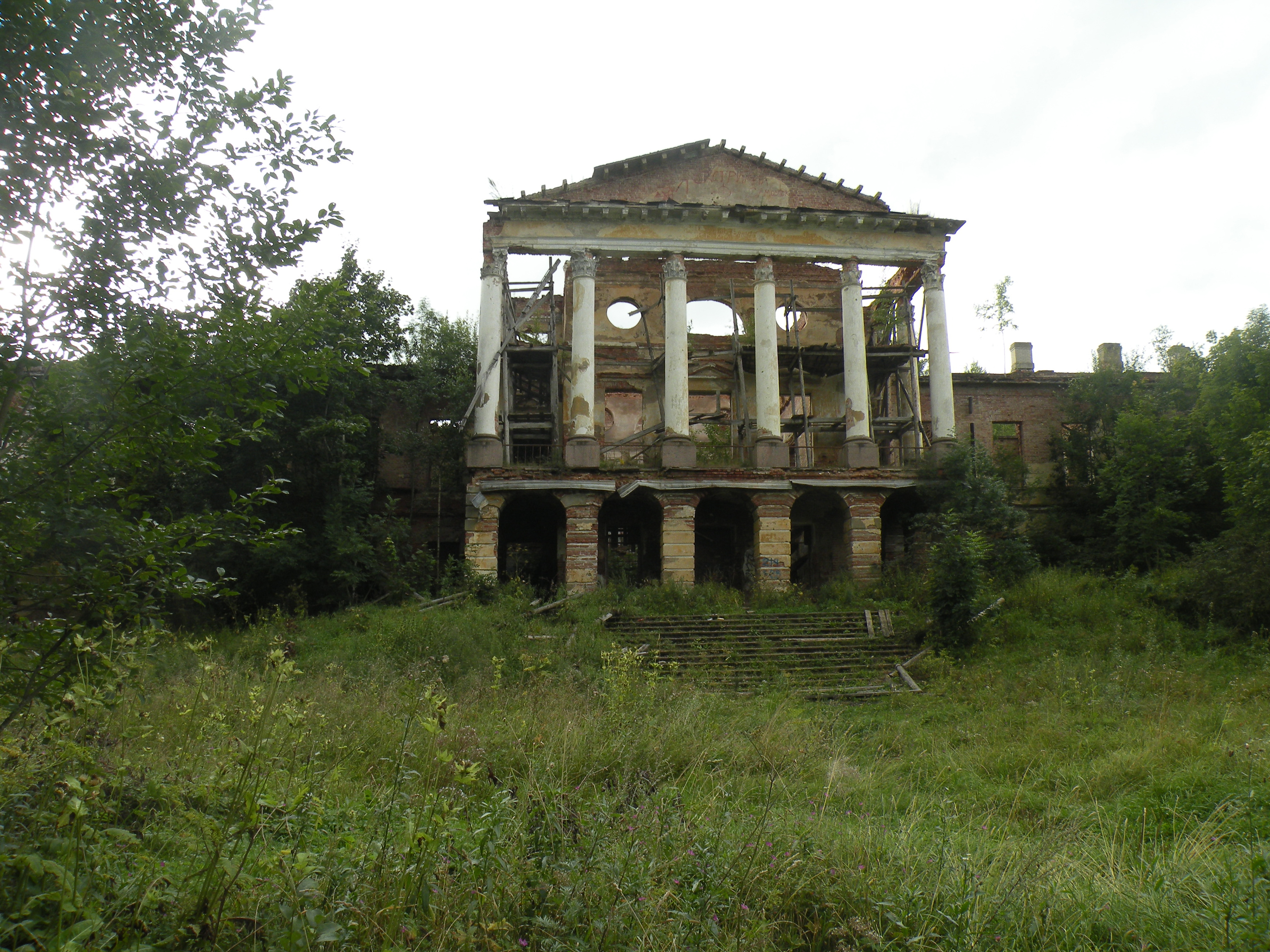
Vue du palais à l'été 2012: la toiture s'est totalement effondrée

Après la guerre, un régiment d'aviation est installé à Ropcha. Son état-major s'installe au palais. Le palais se trouve alors dans un état tout à fait convenable. Un cimetière mémoriel est construit dans une partie du parc pour y recueillir les dépouilles des soldats tombés dans les environs et notamment pendant la terrible opération « Tempête de janvier ». Par la suite, c'est un bataillon de la défense chimique du district militaire de Léningrad qui s'installe ici. Le palais, les dépendances et le parc continuent d'être peu à peu restaurés. Mais le bataillon quitte le palais en 1977-1978. Beaucoup de choses sont enlevées, comme les portes et les fenêtres par exemple. Celles-ci sont fermées en 1979 par des protections en fer, mais une série d'incendies endommagent les bâtiments. Vers 1985, le palais est donné à l'entreprise de volailles Lomonossov qui prévoit de construire des installations pour l'élevage de batteries de volailles, mais un nouvel incendie survient en 1990, faisant d'énormes dégâts. L'étage supérieur est détruit. Les dépendances et les écuries sont saccagées par des maraudeurs, les poutres maîtresses s'effondrent en 2010. La ruine semble définitive. Quant au parc, il est laissé à l'abandon, servant de décharge clandestine et les étangs sont réduits à l'état de marécages insalubres.
Pourtant aujourd'hui, les restes du palais et son ensemble sont des biens fédéraux faisant partie du patrimoine historique. Un projet de vente à une compagnie hôtelière a échoué en 2011. Seul le bâtiment de l'ancienne fabrique à papier subsiste normalement aujourd'hui.

## Source
- (ru) Cet article est partiellement ou en totalité issu de l’article de Wikipédia en russe intitulé « Ропшинский дворец » (voir la liste des auteurs).